# 贵阳康养职业大学
贵阳康养职业大学是中华人民共和国的一所全日制本科公办普通高等职业学校，位于贵州省贵阳市观山湖区。

## 历史沿革
1939年，贵州省立医事职业学校成立，此后历经贵州省立贵阳高级医事职业学校、贵州省卫生学校等历史时期，于1961年更名为贵阳市卫生学校。2006年，升格更名为贵阳护理职业学院。2021年，贵阳护理职业学院与贵州师范大学求是学院合并转设为贵阳康养职业大学。

## 院系设置
学校设置有14个教学机构：
- 马克思主义学院
- 护理学院
- 药学院
- 医学技术学院
- 公共卫生学院
- 临床与康复学院
- 健康管理学院
- 医药工程学院
- 智慧养老与现代家政学院
- 体育与文旅学院
- 眼视光技术学院
- 基础医学院
- 继续教育学院
- 国际教育学院